# Srbobran
Pour le village kosovar, voir Srbobran (Istok).
Srbobran (en serbe cyrillique Србобран, en hongrois Szenttamás et en allemand Thomasberg), est une ville et une municipalité de Serbie situées dans la province autonome de Voïvodine. Elles font partie du district de Bačka méridionale. Au recensement de 2011, la ville comptait 11 968 habitants et la municipalité dont elle est le centre 16 252.
Le nom de la ville signifie « la défense des Serbes ».

## Histoire
Selon les sources archéologiques, la région était peuplée dès la Préhistoire.
La première mention d'une localité à cet endroit remonte à 1338 ; Srbobran est désignée sous le nom hongrois de Sentomas, en référence à Saint Thomas. La ville faisait partie du royaume de Hongrie.
Au XVIe siècle, la ville est conquise par les Ottomans et la population la déserta pour se réfugier en Hongrie.
Au XVIIIe siècle, après que la Bačka fut devenue une possession des Habsbourg grâce au prince Eugène de Savoie, une nouvelle localité fut peuplée par des Serbes mais aussi par des Hongrois. La ville fit partie de la Frontière Militaire jusqu'en 1751, où elle se retrouva sous administration civile.
Un document daté de 1751 indique qu'à côté du nom de Szenttamás, le nom de Srbograd, « la ville serbe », était aussi utilisé de manière non officielle. La ville se développa rapidement : en 1787 la ville comptait 3 532 habitants et en 1836 11 321.
Le nom de Srbobran remonte à la révolution serbe de 1848. La ville fit alors partie de la voïvodine de Serbie, une province autonome à l'intérieur de l'empire d'Autriche. Le 4 avril 1849, les troupes hongroises s'emparèrent de Srbobran et brûlèrent la ville de fond en comble.
Après 1849, Srbobran fit partie du voïvodat de Serbie et du banat de Tamiš, qui exista jusqu'en 1860.
En 1867, la double monarchie d'Autriche-Hongrie fut établie. Srbobran fut rattachée au comitat de Bács-Bodrog, une subdivision du royaume de Hongrie.
Au recensement de 1910, Srbobran comptait 14 335 habitants, dont 7 808 Serbes et 6 031 Hongrois.
Après la dislocation de l'Empire austro-hongrois en 1918, Srbobran entra dans le royaume des Serbes, Croates et Slovènes, qui, en 1929, devint le royaume de Yougoslavie.
En 1941, la ville fut occupée par les puissances de l'Axe et annexée à la Hongrie. En 1944, la ville fut libérée grâce à l'aide des Partisans communistes de Tito, appuyés par l'armée soviétique. La ville fit alors partie de la province de Voïvodine, région autonome au sein de la république fédérative socialiste de Yougoslavie.
Pendant les guerres qui eurent lieu en Yougoslavie dans les années 1990, de nombreux Serbes, venus de Croatie, de Bosnie-Herzégovine et du Kosovo vinrent s'installer à Srbobran.

## Localités de la municipalité de Srbobran

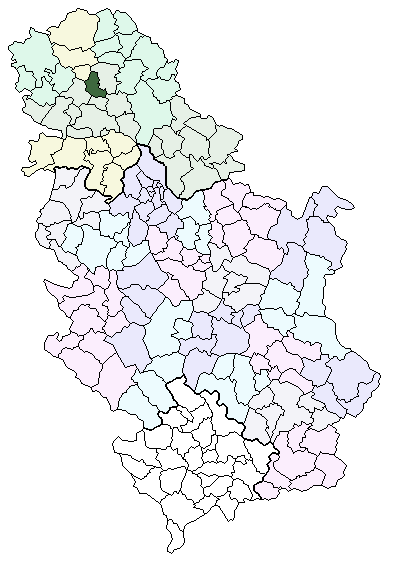
Localisation de la municipalité de Srbobran en Serbie
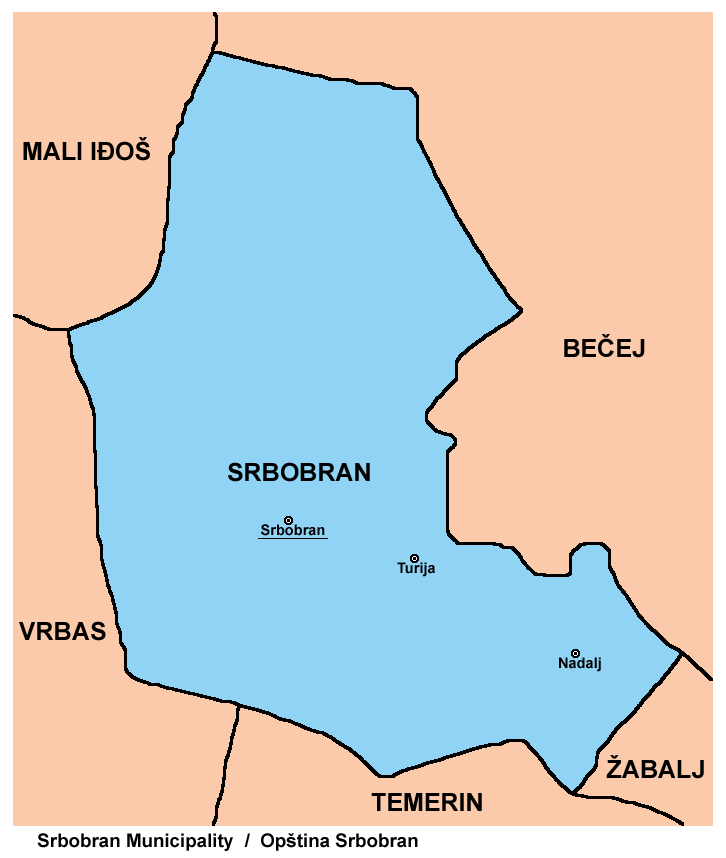
Localités de la municipalité de Srbobran

La municipalité de Srbobran compte 3 localités :
- Nadalj
- Srbobran
- Turija

Srbobran est officiellement classée parmi les « localités urbaines » (en serbe : градско насеље et gradsko naselje) ; toutes les autres localités sont considérées comme des « villages » (село/selo).

## Démographie

### Évolution historique de la population dans la ville
| 1948   | 1953   | 1961   | 1971   | 1981   | 1991   | 2002   | 2011   |
| ------ | ------ | ------ | ------ | ------ | ------ | ------ | ------ |
| 13 747 | 13 635 | 14 391 | 14 189 | 13 596 | 12 798 | 13 091 | 11 968 |

## Religion
Les chrétiens serbes orthodoxes constituent la plus importante communauté religieuse de la ville de Srbobran, avec 12 650 fidèles, soit 70,85 % de la population ; les catholiques romains, avec 4 111 croyants représentent 23,02 % de la population totale de la municipalité.

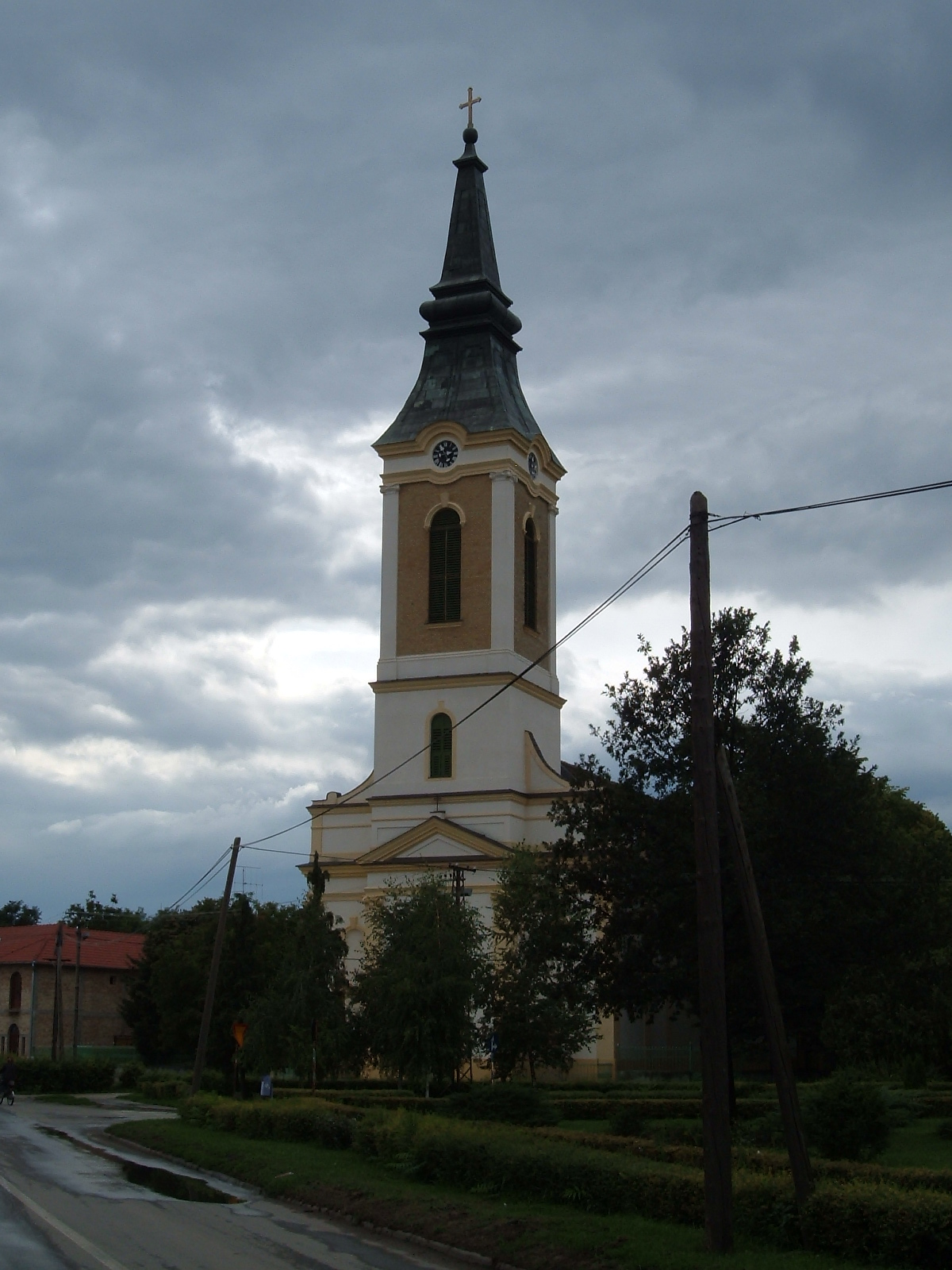
L'église catholique de Srbobran

## Politique

### Élections locales de 2004
À la suite des élections locales de 2004, les sièges de l'assemblée municipale de Srbobran se répartissaient de la manière suivante :
| Parti                                               | Sièges |
| --------------------------------------------------- | ------ |
| Parti radical serbe                                 | 9      |
| Liste « Pour un meilleur Srbobran »                 | 3      |
| Parti démocratique                                  | 3      |
| Liste « Alliance pour la municipalité de Srbobran » | 3      |
| Parti socialiste de Serbie                          | 2      |
| Ensemble pour la Voïvodine                          | 2      |
| Alliance des Magyars de Voïvodine                   | 2      |
| Mouvement Force de la Serbie                        | 2      |
| Mouvement serbe du renouveau                        | 1      |
| G17 Plus                                            | 1      |

### Élections locales de 2008
À la suite des élections locales serbes de 2008, les 28 sièges de l'assemblée municipale de Srbobran se répartissaient de la manière suivante, :
| Parti                                        | Sièges |
| -------------------------------------------- | ------ |
| Liste Branko Gajin                           | 15     |
| Parti radical serbe                          | 6      |
| Coalition hongroise                          | 2      |
| Liste PSV-SPO                                | 2      |
| Liste « Za bolji Srbobran, Turiju i Nadalj » | 2      |
| Parti démocratique                           | 1      |

Branko Gajin, qui dirigeait la liste « Savez za opštinu Srbobran - Branko Gagin » a été réélu président (maire) de la municipalité. Laslo Bergel, membre de la Coalition hongroise  d'István Pásztor, a été élu président de l'assemblée municipale.

### Élections locales de 2012
À la suite des élections locales serbes de 2012, les 28 sièges de l'assemblée municipale de Srbobran se répartissaient de la manière suivante :
| Parti                                                           | Sièges |
| --------------------------------------------------------------- | ------ |
| Liste Branko Gajin - Parti démocratique                         | 9      |
| Parti socialiste de Serbie - Parti des retraités unis de Serbie | 7      |
| Liste « Mouvement pour le changement »                          | 6      |
| Donnons de l'élan à Srbobran (Parti progressiste serbe)         | 4      |
| Ligue des sociaux-démocrates de Voïvodine                       | 2      |

## Économie

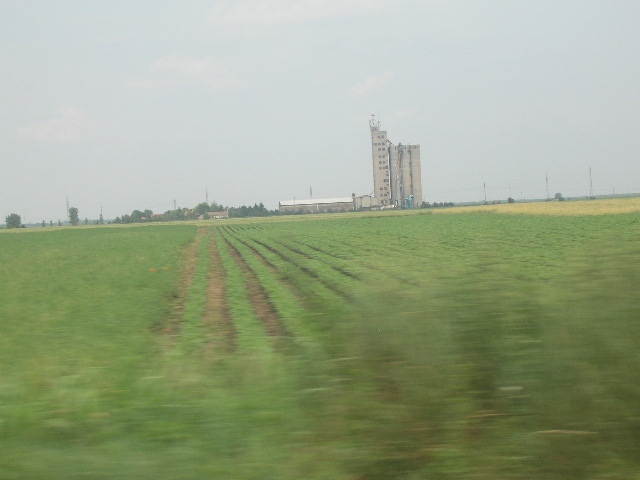
Silo près de Srbobran
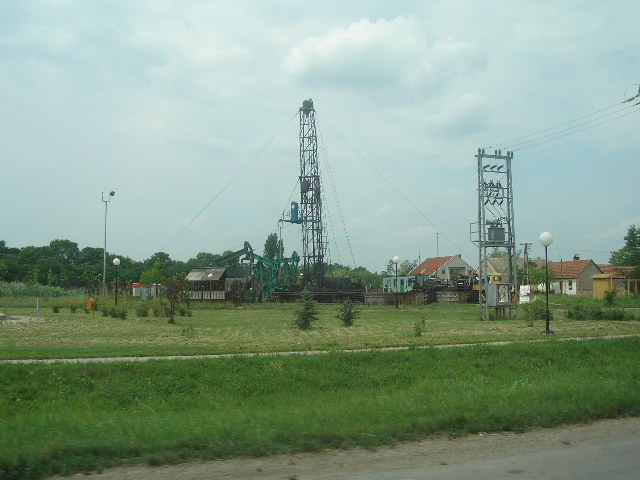
Puits de pétrole près de Srbobran

## Transport
- Route nationale 22 (Serbie)
- Route nationale 22.1

## Personnalités
Le poète romantique serbe Stevan Kaćanski (1828-1890) est né à Srbobran. La ville est également le lieu de naissance de Nándor Gion (1941–2002), l'un des plus célèbres écrivains hongrois né en Voïvodine ; dans ses ouvrages, il évoque principalement sa ville natale, Szenttamás, aux heures tragiques des guerres mondiales.